# الأشرف جانبلاط
السلطان الملك الأشرف أبو النصر جان بلاط أو جانبلاط من يشبك الأشرفي  (1455 - 1501) من مماليك الأمير يشبك من مهدي الأشرفي صاحب القبة الشهيرة بمنطقة حدائق القبة.
سلطان الدولة المملوكية البرجية (الشركسية) الرابع والعشرين. حكم مابين 905 هـ/1500 م و 906 هـ/1501 م. نسب لأستاذه الأمير " يشبك " الذي أهداه للسلطان «الأشرف قايتباي» الذي أعتقه ورقاه لمنصب " جمدار " ثم "أتابك " في حكم " الظاهر أبو سعيد قانصوه والذي كان ضعيفا مما حدا بأمراء المماليك أن يعزلوه.
انحاز العادل طومان باي لجان بلاط ضد رغبة الأمراء والعسكر فتولى السلطنة وتلقب بـ «الأشرف» وبكنية «أبو النصر» على كنية أستاذه «الأشرف قايتباي».
تمرد الأمير «قصروه» نائب السلطان في الشام فحاول جان بلاط انه يرضيه فعينه أتابكاً للعسكر لكن قصروه تمادى في التمرد وزاد من العصيان في الشام فاضطربت الأحوال هناك فخرج جان بلاط في السنة الثانية من حكمه لقمع التمرد. لكن العادل طومان باي تسلطن خارج مصر واتحد مع قصروه وعزلا جان بلاط، وصارت للسلطنة المملوكية سلطانين بنفس الوقت إلى أن عاد العادل طومان باي إلى مصر وكسر الأشرف جانبلاط وادخل السجن بعدما حكم لمدة ستة أشهر و18 يوم وبويع العادل طومان باي سلطانا مكانه.
| انظر أيضا       |                             |                  |
| حكم قبله        | المماليك البرجية (الجراكسة) | حكم بعده         |
| أبو سعيد قانصوه | مدة الحكم: 6 شهور و 18 يوم  | العادل طومان باى |